# フォン・リューデ (小惑星)
フォン・リューデ (2350 von Lüde) は、小惑星帯の小惑星。アルフレート・ボーアマンがハイデルベルクで発見した。
多数の小惑星の暫定軌道を計算するなどの業績を残した、天文学者のハインツ・フォン・リューデに因んで名付けられた。